# Pierre Goujon
Pour les articles homonymes, voir Goujon.
Pierre Goujon, né le 31 août 1875 à Paris 12e et mort le 25 août 1914 à Méhoncourt en Meurthe-et-Moselle, est un homme politique français de la Troisième République. Il était le fils d'Étienne Goujon et le gendre de Joseph Reinach, journaliste et homme politique français très impliqué dans l'affaire Dreyfus.

## Biographie
Pierre Goujon est le fils d'Étienne Goujon qui fut notamment sénateur de l'Ain. En 1885, son père commande à Auguste Renoir, la réalisation de portraits de chacun de ses quatre enfants ; celui de Pierre sera intitulé Portrait d'un jeune garçon en costume marin (en anglais : Head of a young boy in a sailor suit).
Jeune homme, il obtient une licence de lettres et devient avocat. Il se marie en 1905 avec Julie Reinach, la fille de Joseph Reinach.
Comme son père (de 1883 à 1901), il fut conseiller général du canton de Pont-d'Ain (son père a également été président du conseil général de l'Ain). Le 24 avril 1910, il est élu député de la première circonscription de Bourg-en-Bresse. Il remporte l'élection dès le premier tour : 8 448 voix contre 5 521 à Authier, son adversaire et député sortant. Il est réélu en avril 1914. Pierre Goujon était membre du groupe parlementaire de la Gauche radicale.
Pierre Goujon était sous-lieutenant de réserve et à ce titre, il fut incorporé au 223e régiment d'infanterie. Il est tué le 25 août 1914 ; c'est le premier parlementaire français à être tué au combat au cours de la Première Guerre mondiale.

## Hommages
- Une place Pierre-Goujon lui rend hommage à Bourg-en-Bresse et à Mantes-la-Jolie. Une rue Pierre-Goujon est localisée à Neuville-sur-Ain. Enfin une stèle lui rend hommage à Bourg-en-Bresse. Elle est localisée dans le square Joubert.

- Son nom est inscrit sur le Monument aux députés morts pour la patrie[4] du Palais Bourbon et sculpté par Constant Roux.

- Un certain nombre de cargos de type Marie-Louise furent baptisés du nom de députés Morts pour la France : il y eut un cargo ainsi nommé « Député Pierre Goujon »[5] ; il fut torpillé en 1917 au large de Belle-Île-en-Mer[5].